# Кочои, Самвел Мамадович
Самвел Мамадович Кочои (род. 1961) — российский ученый-правовед, доктор юридических наук, профессор кафедры уголовного права Московского государственного юридического университета имени О. Е. Кутафина (МГЮА). Автор научных трудов, изданных в России и за рубежом.

## Биография
Родился в городе Тбилиси 11 ноября 1961 года.
После окончания школы, в 1978 году поступил на Горьковский факультет Всесоюзного юридического заочного института (ВЮЗИ), ныне Московский государственный юридический университет (МГЮА), который окончил с отличием в 1983 г. В том же году поступил в очную аспирантуру ВЮЗИ по кафедре уголовного права. В 1987 году защитил кандидатскую, в 1999 году — докторскую диссертации.
С 1994 по 2011 годы возглавлял Кировский институт (филиал, факультет) МГЮА. В 1991—1994 гг. руководил группой научных консультантов (юристов, экономистов, психологов) Кировского городского совета, затем — мэрии города Кирова.
Повышал квалификацию в ведущих университетах мира: Оксфорде, Кембридже, Лондоне, Париже, Вене, Цюрихе, Женеве, Токио, Сингапуре, Атланте.

## Научная деятельность
Под его научным руководством подготовлены и защищены диссертации российскими и зарубежными аспирантами (в том числе, из Ирака, Азербайджана, Таджикистана и др.).
Регулярно готовит научно-консультационные заключения по уголовным делам и участвует в судебных процессах в качестве специалиста. Победитель номинации «Научный эксперт года МГЮА» (2019).
Победитель научных конкурсов и получатель грантов Министерства науки и высшего образования РФ. Индекс Хирша по всем публикациям на elibrary.ru (оценка научной активности) — 30.

### Труды
Автор более 200 работ по уголовному праву и актуальным проблемам современности, в том числе книг:
- Ответственность за корыстные преступления против собственности. Монография. М.: Профобразование, 2000 [по данным РИНЦ, данная работа входит в 10 наиболее цитируемых трудов МГЮА — https://elibrary.ru/org_items.asp];
- Терроризм и экстремизм: уголовно-правовая характеристика. Монография. М.: Проспект, 2005;
- Уголовное право. Общая и Особенная части. Учебник. М.: Волтерс Клувер; Контракт, 2010;
- Комментарий к Уголовному кодексу Российской Федерации (постатейный). М.: Волтерс Клувер; Контракт, 2011;
- Преступление геноцида (в соавторстве). Монография. М.: Проспект, 2015;
- Антитеррористическое законодательство и практика его применения: уголовно-правовая характеристика. Учебное пособие. М.: Проспект, 2017;
- Антиэкстремистские нормы: правовое обоснование противодействия терроризму. Монография. М.: Проспект, 2020;
- Уголовно-правовое противодействие преступлениям против собственности. Учебное пособие. М.: Проспект, 2021;
- Сборник трудов. К Юбилею профессора С. М. Кочои. Монография. М.: Проспект, 2021;
- Уголовный кодекс Российской Федерации: комментарий не только для юристов. М.: Проспект, 2022;
- Антитеррористическое уголовное право. Монография. М.: Проспект, 2023.

Соавтор многих современных учебников и научно-практических комментариев по уголовному праву, таких, как:
- Российское уголовное право. Курс лекций. Том 4. Владивосток, 2000;
- Энциклопедия уголовного права. Том 18. СПб., 2011;
- Комментарий к Уголовному кодексу Российской Федерации/под ред. А. И. Рарога. — М.: Проспект, 2014; 2017; 2023;
- Уголовное право. Особенная часть: учебник. М.: Проспект, 2020;
- Уголовное право. Общая часть: учебник. М.: Проспект, 2023.

## Награды
- Заслуженный работник высшей школы Российской Федерации (Государственная награда Российской Федерации, 2007 г.).
- Почетный работник высшего профессионального образования Российской Федерации (Министерство образования и науки Российской Федерации, 1999 г.).
- Почетный работник юстиции России (Министерство юстиции Российской Федерации, 2006 г.).
- Медаль «В память 200-летия Минюста России» (Министерство юстиции Российской Федерации, 2003 г.).
- Медаль «10 лет Федеральной службе судебных приставов» (Федеральная служба судебных приставов, 2007 г.).
- Почетный знак «За заслуги перед Кировской областью» (Почетные знаки Кировской области) (высшая награда Кировской области РФ, 2011 г.).
- Почетный знак Президиума РАЕН «За заслуги в развитии науки и экономики России» (Российская академия естественных наук, 2003 г.).
- Лауреат премии «Юрист года» (КРО АЮР, 2007 г.).
- Лауреат конкурса «Журналисты России против террора» (2008 г.) в номинации «Терроризм: история и современность».
- Лауреат Всероссийского конкурса на лучшую научную книгу (2010 г.) в номинации «Юриспруденция».
- Почетная грамота Директора ФСКН России (Федеральная служба Российской Федерации по контролю за оборотом наркотиков, 2016 г.).
- Грамота Генерального прокурора Российской Федерации (2021 г.).
- Благодарность Ассоциации юридического образования России (2021 г.).